# Папарона (герб)
Папарона или Будзиш (пол. Gąska, Anser, Budzisz, Paparona) — польский дворянский герб.

## Описание и легенда
В голубом поле белый лебедь, сидящий на глыбе зелёной земли; на шлеме пять страусовых перьев.
Начало этой эмблемы восходит, как говорят, до капитолийских гусей, спасших Рим во время осады его галлами. В XIV веке этот герб принесен в Польшу итальянцем Мамфиолем и сообщён многим фамилиям (Ср. Лабендзь).
Герб Будзиш или Папарона (употребляют: Пстроконские, Воюцкие) внесен в Часть 1 Гербовника дворянских родов Царства Польского, стр. 107.

## Герб используют
Audziewicz, Awdziewicz, Бильдзешевские (Bildzieszewski), Buczek, Budaszewski, Budziłowicz, Budzisz, Budziszewski, Будько (Budźko), Budźkowski, Bujnowski, Бурые (Bury), Burych, Chodowski, Chodubski, Choduski, Chołodowski, Drużbiński, Drwibiński, Galin, Gąska, Gorliszewski, Hanaszewski, Jachlicki, Jaczyc, Jarogłowski, Kałuwur, Kamionomojski, Lichawski, Lichowski, Nienidzki, Niewodzki, Papara, Parnicki, Parpura, Parzniczewski, Parzniewski, Parzniowski, Parzynczewski, Pniewski, Пстроконские (Pstrokoński), Ratyński, Rawil, Rowiński, Rzekiecki, Rzekocki, Spyrn, Szydłowski, Światłowski, Trzebicki, Wadoracki, Wodziniecki, Wodziracki, Wodziradzki, Воюцкие (Wojucki), Zaborowski